# Mariana de la noche (1976)
Mariana de la noche é uma telenovela venezuelana produzida e exibida pela Venevisión em 1976.
Foi protagonizada por Lupita Ferrer e José Bardina e antagonizada por Martín Lantigua e Ivonne Attas.

## Sinopse
Em um povo mineiro, no sul da Venezuela, vive Mariana Montenegro, uma jovem romântica e sonhadora com reputação de sofrer uma maldição, já que todos os homens que se apaixonam por ela sofrem, mais cedo ou mais tarde, um acidente fatal. Mariana é órfã de mãe, mas vive com seu pai, Atilio Montenegro, um rico proprietário de terras que possui várias minas em que ele explora seus trabalhadores.
Atilio é um homem de caráter forte, capaz de chegar a crueldade quando alguém se opõe a sua vontade. Ele também é um pai muito severo com Mariana, embora ele a trate como sua filha favorita, que causa ciúmes e inveja à sua outra filha, Caridad, a quem todos chamam de "Chachi". Na verdade, Atilio mantém um segredo que corroe sua alma: Mariana não é sua filha e o que sente por ela está longe de ser um carinho paternal.
Atilio tem duas irmãs. Isabel, a mais velha, é uma mulher boa e afetuosa que criou Mariana e a ama como se fosse sua própria filha, mas Marcia, a mais nova, é arrogante e vã e trata os mineiros com a mesma dureza que seu irmão.
Atilio mantém a cidade aterrorizada com seus bandidos, que não deixam que ninguém se livra de seu jugo, até que chega a cidade Ignacio Lugo, um jornalista jovem e atraente que busca as raízes dele. Com o falso nome de Nacho Luna, Ignacio pede trabalho na mina, o que desperta a curiosidade de todos.
Nacho recebe um emprego nas minas e uma noite conhece Mariana quando sai pra andar no campo. Os dois se vêem secretamente até o amor surgir entre eles, e eles acabam fazendo sexo. No entanto, Marcia também ficou apaixonada por Ignacio, e está cheia de ciúmes por saber que ele prefere Mariana. Furiosa e rancorosa, Marcia informa seu irmão do relacionamento entre sua sobrinha e o estranho, e Atilio começa a investigar a origem do jovem.
Descobriu-se que Nacho Luna é Ignacio Lugo, filho de Ignacio Lugo Navarro, ex-associado de Atilio que foi morto por ele para tirar sua fortuna. No entanto, a verdadeira origem de Inácio é muito diferente: o jovem é o produto de um caso de Lucrezia, proprietário do restaurante da aldeia, com o próprio Atilio. Encerada pelo ciúme, Atilio está decidido a matar Ignacio sem saber que está condenando seu próprio filho à morte; No entanto, o destino salva a vida de Ignacio quando ocorre um acidente na mina e Atilio está gravemente ferido.
Mariana descobre que Atilio não é seu pai e está horrorizado ao saber que ele está apaixonado por ela. Desesperada e acreditando que ela é amaldiçoada, a jovem foge da cidade carregando o filho de Ignacio no ventre dela. Marcia aproveita a situação para se casar com um homem que ela não adora e engravidou, mas depois de um aborto, ela consegue seduzir Ignacio e roubar o filho de Mariana, a quem ele passa como seu para forçar Ignacio a se casar ela.
A história de Mariana é uma história dolorosa e emocionante; um enredo complexo e surpreendente de intrigas e segredos obscuros que dominam a vida de uma pequena cidade mineira cheia de personagens inesquecíveis, superstições, rumores e lendas. Como a lenda da bela mulher que sempre usa preto porque uma maldição terrível a pesa: Mariana da noite.

## Elenco
- Lupita Ferrer - Mariana Montenegro
- José Bardina - Ignacio Lugo Navarro
- Martín Lantigua - Atilio Montenegro
- Ivonne Attas - Marcia Montenegro
- Eva Blanco - Raquel
- Ana Castell - Lucía
- José Oliva
- Mary Soliani
- Enrique Alzugaray - Cumache
- María Antonieta Campoli
- Caridad Canelón
- Chumico Romero - Miguelina
- Jorge Félix
- Arturo Puig
- Mirtha Pérez - Yadira
- Alejandra Pinedo - Chachi Montenegro
- Luis Gerardo Tovar
- Luis Abreu
- Daniel Lugo
- Esperanza Magaz - Mamachia
- Betty Ruth - Isabel Montenegro
- Olga Castillo - María Lola
- Martha Lancaste - Lucrecia

## Versões
- Selva María realizada pela RCTV em 1987 e foi protagonizada por Mariela Alcalá e Franklin Virgüez e antagonizada por Guillermo Ferrán e Hilda Abrahamz.

- Mariana de la noche realizada pela Televisa em 2003 e foi protagonizada por Alejandra Barros e Jorge Salinas e antagonizada por César Évora e Angélica Rivera[2].